# Malaltia de Danon
La malaltia de Danon és una malaltia minoritària que pertany al grup de les malalties lisosomals també conegudes com a lysosomal storage disorders (LSD) que representen un grup d'almenys 40 malalties genètiques, cada una de les quals prové de la deficiència d'una o més proteïnes encarregades de la degradació de macromolècules als lisosomes. Aquesta deficiència causa l'acumulació de substrat dins els lisosomes, els quals augmenten de mida i poden perjudicar a la fisiologia de cèl·lula. La majoria dels individus que pateixen malalties lisosomals es caracteritzen pel fet que són clínicament sans al naixement, manifestant els símptomes ens els seus primers anys de vida. Els símptomes clínics depenen del trastorn específic i poden incloure disfuncions en els sistema central nerviós, anormalitats esquelètiques i organomegàlia.

## Transmissió
La malaltia de Danon és una malaltia amb un fort component genètic amb un patró d'herència dominant lligat al cromosoma X que es caracteritza per la deficiència de la proteïna lisosòmica LAMP 2 (de l'anglèsLysosome associated membrane protein, proteïna lisosomal associada a membrana) i predominantment afecta el múscul esquelètic. El gen de LAMP 2 es troba en el cromosoma X, concretament en la regió Xq24, i segueix un model lligat al sexe i dominant. Una persona amb una còpia defectiva del cromosoma X desenvoluparà la malaltia, mentre que si fos lligat al sexe recessiu, les dos còpies del defectiu cromosoma X són necessaris perquè es pugui desenvolupar la malaltia. Així doncs, les mares que pateixen la malaltia tenen més probabilitat de passar-la als descendents (amb una probabilitat del 50% tant en fills com en filles), mentre que els pares afectats passaran el gen a totes les seves filles però a cap dels seus fills.

## Diagnòstic

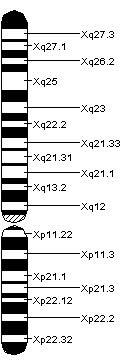
Esquema del cromosoma X amb un patró de bandes.

A excepció de casos amb una història familiar de la malaltia, el diagnòstic presimptomàtic de LSDs només serà possible a través d'un programa de cribratge al naixement. En la majoria dels casos el diagnòstic es fa després de la presentació de símptomes clínics i és seguida per una diagnosi definitiva, que està determinada a través d'un gran nombre d'assaigs enzimàtics en cultiu cel·lular per proporcionar suficient material per a l'anàlisi. Aquests procediments són cars, llargs de dur a terme i, a la vegada, invasius, fent-los inapropiats per aplicacions de cribratge massives.
En el gen de LAMP2 humà, de l'exó 9 existeixen dues formes, 9a i 9b, que s'uneixen alternativament i produeix dues isoformes de proteïna anomenats LAMP-2a i LAMP-2b, respectivament. LAMP-2a es distribueix de manera bastant uniforme, mentre que LAMP-2b s'expressa predominantment a múscul esquelètic i cervell. Per analogia amb LAMP2 dels ratolins, és probable que teixits diferents al múscul esquelètic estiguin implicats en la forma humana de la malaltia.
La malaltia va ser descrita originalment com a malaltia lisosòmica causada per acumulació de glicogen amb l'àcid normal maltasa, agrupant-se en la categoria de malalties per acumulació de glicogen de tipus II, perquè els distintius patològics són vacúols citoplasmàtics que contenen material autofagocític i glicogen en cèl·lules esquelètiques i cardíaques musculars. Molt sovint, s'ha confós amb la malaltia de Pompe, també coneguda com a malaltia per dipòsit de glicogen tipus II, ja que aquesta és el prototip de malaltia per dipòsit de glucogen lisosomal, i es deu a un defecte primari de la α-1-4-glucosidasa o maltasa àcida.

## Proteïnes implicades
Les proteïnes de LAMP-1 i LAMP-2 són les proteïnes més abundants a la membrana lisosomal, representant aproximadament un ~0.1-0,2% de les proteïnes totals de la cèl·lula. Les LAMP-2 i LAMP-1 són proteïnes altament glicosilades i homòlogues que comparteixen una identitat en la seva seqüència d'aminoàcids en un 37%. Ambdues presenten un pes molecular similar (95-120 kDa) i constitueixen una fracció significativa de les proteïnes de membranes lisosomals totals. Ambdues proteïnes consten d'un cap intraluminal gran altament glicosilat, un domini transmembrana, i una cua citoplasmàtica curta que conté un senyal de membrana lisosomal.
Encara que les proteïnes LAMP-2 i LAMP-1 tenen moltes similituds estructurals i bioquímiques, difereixen en el nivell d'expressió a múscul esquelètic i podrien tenir papers diferents dins els lisosomes. La membrana lisosomal té un paper crucial en la funció d'aquest orgànul segrestant moltes de les hidrolases àcides que són responsables tant de la degradació de materials estranys com per a funcions autolítiques especialitzades. LAMP-2 cobreix la superfície interior de la membrana lisosòmica.
Malgrat la similitud estructural entre aquestes dues proteïnes, es regulen amb mecanismes diferents. La comparació dels gens per a LAMP-1 i LAMP-2 suggereix que LAMP-1 s'expressa de manera constitutiva, mentre que l'expressió de LAMP-2 varia en gran manera segons el tipus de cèl·lules i segons l'etapa del desenvolupament. L'expressió de LAMP-2 està únicament regulada a l'altura de transcripció. Una altra observació en aquest tipus de proteïna ha estat que les concentracions de LAMP-2, detectades per tècniques de marcatge d'anticòs, augmentaven després de diferenciació en cèl·lules de carcinomes d'embrió de ratolí. L'expressió de síntesi en la superfície de la cèl·lula LAMP-2 també augmenta quan els macròfags de rates s'activen in vivo i en pacients amb certes malalties autoimmunes. Aquests resultats indiquen que l'expressió de LAMP-2 es regula d'una manera específica que es pot relacionar a un augment en respostes fagocítiques o immunològiques.

### LAMP-1
Dels estudis de la proteïna LAMP-1 es va poder concloure que en pacients afectats per malalties lisosomals, aproximadament un 68% tenen concentracions de LAMP-1 augmentades, i un 32% tenen concentracions de LAMP-1 dins dels valors de referència. Amb tot això, s'ha conclòs que LAMP-1 pot ser un marcador útil per aquest tipus de malalties, no obstant els marcadors addicionals necessiten ser identificats per a una prova de LSD completa. Un candidat potencial que actuï com a marcador alternatiu és la proteïna lisosomal LAMP-2.

### LAMP-2
La proteïna LAMP-2 està implicada tant en la fusió de lisosomes amb la membrana dels endosomes, com en el maduració de vesícules autofagocítiques primàries en vacúols. També actua com a receptor per a proteïnes per ser importades i degradades dins de lisosomes en l'autofàgia de xaperones.
La diagnosi molecular de malaltia Danon ha estat per ara avaluada per la demostració de deficiència de proteïna de LAMP-2 al múscul esquelètic o cardíac i/o la identificació per a mutacions de gens de LAMP2. En diversos estudis, sistemàticament s'ha investigat, en nivells tant bioquímics com moleculars, un grup de pacients que presentaven cardiomiopatia i hipertròfia vacuolar per identificar famílies afectades per la malaltia Danon. Es va dur a terme un estudi immunopatològic, a múscul esquelètic de pacients, mutant la LAMP2 per relacionar l'abast de canvis patològics a compartiments cel·lulars diferents amb la severitat de miopatia esquelètica i cardiomiopatia. A més, s'ha analitzat l'expressió de proteïna de LAMP-2 en altres teixits diferents al múscul esquelètic perquè la deficiència de la proteïna LAMP-2 en diversos tipus de cèl·lules podria explicar la implicació multisistema observada a nivell clínic i d'aquesta manera, es podria proporcionar una eina de diagnòstic més fàcil i menys invasiva pel que fa al tractament de la malaltia Danon.

## Clínica
- Cardiomiopatia hipertròfica: consisteix en l'augment dels músculs que formen el cor. Aquest augment pot interferir en el funcionament normal del cor al fer més petita la sortida del ventricle, reduint la capacitat del cor per relaxar-se i omplir-se de sang durant la fase de relaxació i reduint la capacitat de vàlvules cardíaques per a funcionar apropiadament.
- Miopatia esquelètica: són malalties neuromusculars en les quals el símptoma principal és la debilitat muscular degut a la disfunció de la fibra muscular. També hi són presents els espasmes, rampes de músculs i rigidesa. Un dels subgrups de malalties de dipòsits de glicogen causat per mutacions de gens que controlen enzims que metabolitzen glicogen com és el cas de la malaltia de Pompe o la malaltia de Danon.
- Retard mental: moltes vegades és present, sobretot en el sexe masculí.

Alta concentració de CK (creatina-cinasa) en sèrum: es tracta d'un enzim que surt de les cèl·lules musculars al plasma sanguini, indicant que el múscul està sent destruït per un procés anormal, tal com la distròfia muscular, provocant debilitat muscular.
Els símptomes cardíacs normalment comencen durant adolescència, i molts dels pacients moren d'insuficiència cardíaca durant la seva tercera dècada. Per contrast, la miopatia esquelètica és normalment suau, la debilitat i atròfia predominantment afecten faixa d'espatlles i músculs del coll, però els músculs distals també poden resultar-hi implicats. El retard mental és present en un 70% de pacients mascles (rar en dones) i és normalment lleu. En pacients femelles, la malaltia predominantment implica el múscul cardíac i té un començament posterior que en homes.

### Símptomes en el sexe masculí
En homes, els símptomes de la malaltia de Danon són més greus i normalment, progressius:
- Debilitat muscular i malalties del cor. (inici en la infància o en l'adolescència)
- Alguns problemes d'aprenentatge o endarreriment mentals.
- Debilitat muscular, i molts cops dificultats per caminar.
- Les malalties pel cor poden ser greus i poden portar a necessitat de medicació. De vegades, poden requerir un trasplantament de cor o poden portar a la mort.
- Problemes amb la conducció elèctrica en el cor, molts cops es tracta del síndrome de 'Wolff-Parkinson-White'.
- Problemes amb la seva visió, normalment degut a problemes amb alguns dels pigments de la retina.

### Símptomes en el sexe femení
En dones els símptomes de la malaltia són menys greus:
- Malalties musculars del cor (cardiomiopatia)
- Problemes amb la conducció elèctrica en el cor, molts cops es tracta del síndrome de Wolff-Parkinson-White.
- Debilitat muscular
- Problemes amb la seva visió, normalment degut a problemes amb alguns dels pigments que es troben en la retina.
- Problemes d'aprenentatge i retard mental són sovint absents.
- En dones, els símptomes apareixen més tard i progressen més a poc a poc que en homes. Moltes dones poden no tenir símptomes obvis fins al final de l'adolescència o fins i tot fins a arribar a l'etapa adulta.